# 普萊蘇爾阿爾卑斯山脈

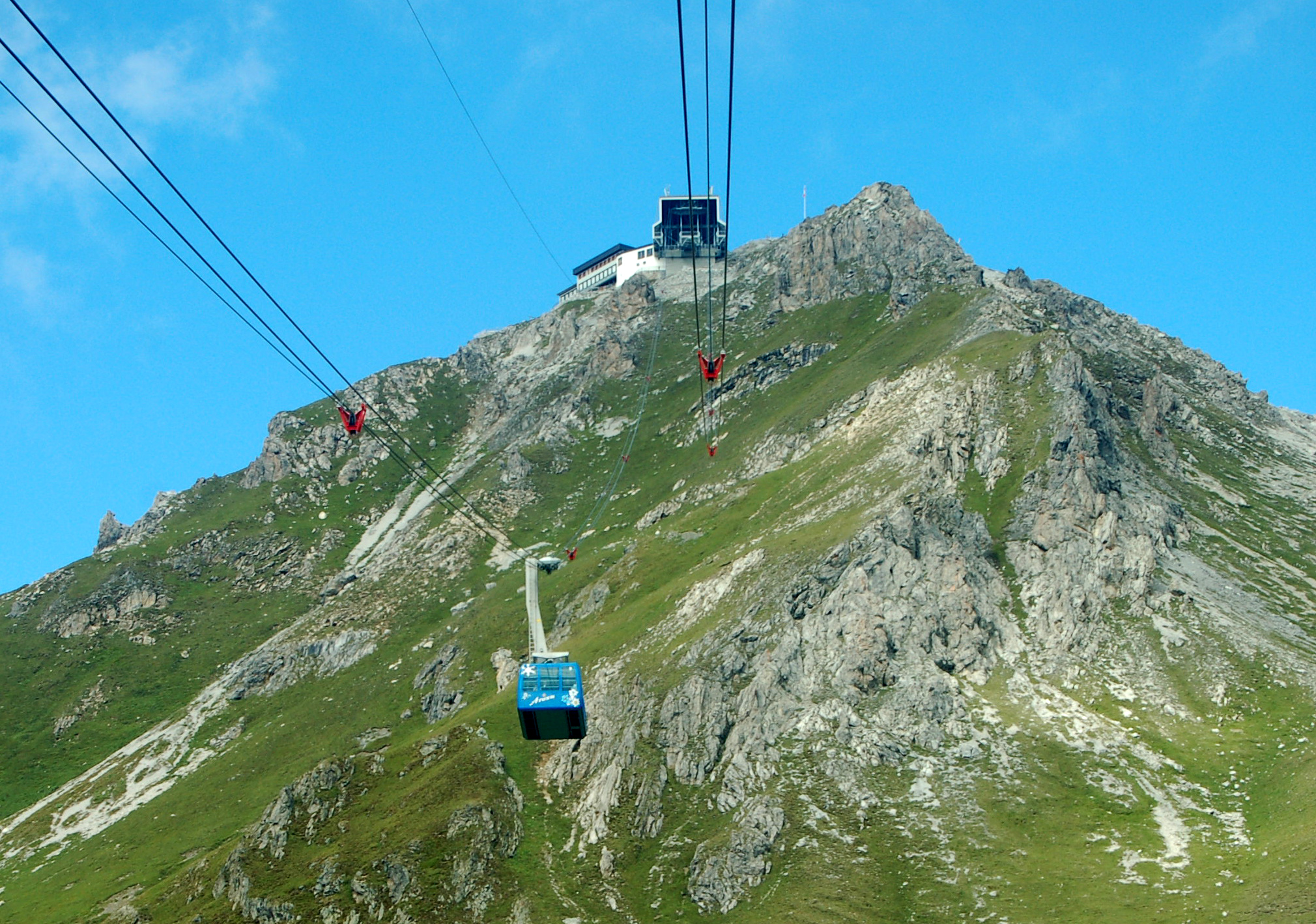

普萊蘇爾阿爾卑斯山脈是瑞士的山脈，是中阿爾卑斯山脈的一部分，位於該國東部格勞賓登州，最高點海拔高度2,985米，是萊茵河的發源地。